# Yigoga taftanica
Yigoga taftanica là một loài bướm đêm trong họ Noctuidae.